# Juan Jesús Posadas Ocampo
Juan Jesús Posadas Ocampo (ur. 10 listopada 1926 w Salvatierra, zm. 24 maja 1993 w Guadalajarze) – meksykański duchowny katolicki, kardynał, arcybiskup metropolita Guadalajary, męczennik.

## Życiorys
Po ukończeniu metropolitalnego seminarium duchownego został 23 września 1950 roku wyświęcony na kapłana. W Morelii rozpoczął pracę duszpasterską, został wykładowcą seminaryjnym, następnie wicerektorem seminarium. 21 marca 1970 roku został mianowany biskupem Tijuany, 28 grudnia 1982 roku ordynariuszem Cuernavaca, a 15 maja 1987 roku arcybiskupem Guadalajary. 28 czerwca 1991 roku kreowany kardynałem z tytułem prezbitera Nostra Signora di Guadalupe e San Filippo Martire przez Jana Pawła II. W latach 1991–1993 był wiceprzewodniczącym Rady Episkopatów Ameryki Łacińskiej (CELAM). Wchodził w skład Papieskiej Rady ds. Rodziny i Papieskiej Komisji ds. Ameryki Łacińskiej. Kiedy Guadalajara stała się ośrodkiem nasilającego się handlu narkotykami, on zdecydowanie przeciwstawiał się tej pladze, dając temu wyraz między innymi podczas kazań w katedrze.
24 maja 1993 roku samochód, w którym znajdował się kardynał i kilka innych osób, został ostrzelany na parkingu lotniska w Guadalajarze. Wszyscy pasażerowie zginęli. W wyniku przeprowadzonego śledztwa ustalono, że kardynał był przypadkową ofiarą wojny prowadzonej pomiędzy kartelami z Sinaloi i Tijuany o kontrolę przemytu przez granicę z USA. Samochód kardynała został pomylony z pojazdem Joaquína Guzmána Loery "El Chapo" - szefa kartelu narkotykowego Sinaloa, który był głównym celem członków kartelu z Tijuany. 
Kardynał został pochowany w podziemiach katedry metropolitalnej.

## Źródło
- Wielka Encyklopedia Jana Pawła II, Edipresse Warszawa 2005, ISBN 83-60160-09-0